# 張鳴鶴
張鳴鶴（1534年—？），字于皋，號誠斋，廣東廣州府東莞縣人，軍籍，明朝政治人物。

## 生平
嘉靖四十年（1561年）辛酉科廣東鄉試第四十九名舉人，隆慶五年（1571年）中式辛未科會試第一百六十一名，二甲第七十六名進士。工部觀政，授兵部武庫司主事，萬曆四年（1576年）正月隨同兵部左侍郎吳道直閱視延安、寧夏、甘肅、固原。六年升员外郎、郎中，七年升成都府知府，十一年降为秦州同知，升凤阳府通判，丁憂歸。复除金华府，再丁憂。除東昌府同知，十八年升南户部主事，升郎中，二十二年告病歸。

## 家族
曾祖張勤，壽官；祖父張鎏，義官；父張淛，母朱氏。具慶下。弟張鳴鴻、張鳴鴈、張鳴鶚、張鳴鳳。